# キソウの女
『キソウの女』（キソウのおんな）は、2003年から2006年までテレビ朝日系「土曜ワイド劇場」で放送された刑事ドラマシリーズ。全3回。主演は高島礼子。
警視庁機動捜査隊の女刑事が事件の謎を解いていく。
タイトルは『キソウの女～刑事部機動捜査隊～』（第1作） → 『キソウの女 帆村純～刑事部機動捜査隊～』（第2作・第3作）

## 登場人物

### 警察関係者
帆村純
演 - 高島礼子
警視庁刑事部第1機動捜査隊班長。警察庁長官官房人事課の準キャリアの事務職だったが、キャリアである恋人睦月孝之の浮気相手の女性警察官松浦みどりが純を襲うという事件を引き起こし、トラブルが表にでることを恐れた上層部により機動捜査隊に転属させられてしまう。政治家の父親とは長年の確執がある。
辻眞澄
演 - 六平直政
警視庁刑事部捜査一課強行犯係刑事。元マル暴の刑事。純とコンビを組む。
樺山勇一郎
演 - 浅野和之
警視庁刑事部捜査三課刑事。第2作以降は交番勤務に異動となっている。子供が5人いる。子供達からは、「父」と呼ばれている。
津田沼徹
演 - 小木茂光
警察庁長官官房人事課課長。
芦屋泰三
演 - 螢雪次朗
警視庁刑事部第1機動捜査隊課長。
里美今日子
演 - 秋吉久美子（第2作・第3作）
警視庁公安部機動捜査隊刑事。通称「裏キソウ」の公安部の刑事。組織優先の考え方で、純と対立する。かつては少年課刑事だったが、3年前に、生活安全課刑事だった夫を亡くし、後に公安部に転属となった。

### その他
辻眞奈美
演 - 桂亜沙美（第2作・第3作）
辻の娘。

### ゲスト
第1作「わら人形 空き巣 自殺 横領 ひき逃げ女刑事が挑む5つの謎」（2003年）
- 睦月孝之（警察庁情報通信局のキァリア・純の恋人） - 津田寛治
- 佐々木美絵子（佐々木の妻） - 網浜直子
- 佐々木稔（警視庁刑事部第1機動捜査隊） - 坂田聡
- 紀子（佐々木の愛人） - 浅野麻衣子
- 松浦みどり（交通課巡査・睦月の浮気相手） - 豊川栄順
- 小野川肇（警視庁刑事部第1機動捜査隊） - 加藤厚生
- お団子屋のおばさん - 戸村美智子
- 岡山幸江（クリーニング店の店主の妻） - あいはら友子
- 赤星昇一郎、伊藤智恵理、坂田聡、ふるごおり雅浩、東山麻美

第2作「対決！二人の女刑事天下りに隠された連続殺人のナゾ!?」（2005年）
- 海老原努（警視庁警備部第8機動隊） - 葛山信吾
- 倉田智明 - 末吉宏司
- 磯上昌平（通信会社社長） - 森下哲夫
- 美濃部（係長） - 二瓶鮫一
- 東（課長） - 菊池均也
- 樺山由美子 - 牧野エミ
- 河野隆 - 陰山泰
- 袴田 - 鈴木修平
- 明石 - 乃木涼介
- 深町栄次郎（電気メーカー専務） - 野口寛
- 鈴木幸造（コンピュータソフト会社常務） - 児玉頼信
- 深町律子 - 佐野珠美
- 光宗縁、川津春、久保内亜紀、相川やすし、徳井広基、浜田大介、田中彩瑛、鎌田雄太郎、藤田草次郎

第3作「愛と復讐の無差別殺人事件！ねじれた父娘の絆が悲劇を呼ぶ」（2006年）
- 鵜飼直己（特殊鑑識） - 今井雅之
- 後藤（公安部長） - 中根徹
- 蒔田（刑事） - 鈴木修平
- 半田幸子（毒物テロの被害者の一人） - 星川玲奈
- 古賀渡 - 山本康平
- 甲野ゆかり（市場の検査士） - 芳本美代子（友情出演）
- 半田裕子 - 日下由美
- 幸子の母親 - 寺田千穂
- 五十川清美 - 伊武雅刀

## スタッフ
- プロデューサー - 深沢義啓、奈良井正巳、鈴木伸太郎、井口喜一
- 脚本 - 櫻井武晴
- 監督 - 小野原和宏
- 制作 - 朝日放送、共同テレビジョン

## 放送日程
| 話数 | 放送日         | サブタイトル                                           |
| ---- | -------------- | ------------------------------------------------------ |
| 1    | 2003年10月18日 | わら人形 空き巣 自殺 横領 ひき逃げ女刑事が挑む5つの謎  |
| 2    | 2005年05月21日 | 対決！二人の女刑事天下りに隠された連続殺人のナゾ!?     |
| 3    | 2006年10月21日 | 愛と復讐の無差別殺人事件！ねじれた父娘の絆が悲劇を呼ぶ |